# A Piece of Strange
Albums de CunninLynguists
SouthernUnderground
(2003) Dirty Acres
(2007)
A Piece of Strange est le troisième album studio de CunninLynguists, sorti le 24 janvier 2006.
Dans une interview donnée au site abcdrduson, Deacon The Villain et Kno ont tous deux déclaré que cet album était un tournant important dans la carrière du groupe. 
Pendant de la tournée qui a accompagné la promotion de l'opus, des artistes comme Depeche Mode, Kanye West, Bun B ou encore Pharrell Williams ont fait des apparitions lors de certains concerts.

## Liste des titres
| No  | Titre                                         | Contient un (des) sample(s) de                                                | Durée |
| --- | --------------------------------------------- | ----------------------------------------------------------------------------- | ----- |
| 1.  | Where Will You Be?                            | El Mar de George Benson                                                       | 1:03  |
| 2.  | Since When                                    | Loving Time de Terry Reid                                                     | 4:02  |
| 3.  | Nothing to Give                               | Private Affair de Garfield                                                    | 3:30  |
| 4.  | Caved In (featuring Cee Lo Green)             | Stimela de Hugh Masekela Two Words de Kanye West featuring Mos Def et Freeway | 3:17  |
| 5.  | Hourglass                                     | Everybody Loves Me But You de Brenda Lee Love Sign des Counts                 | 3:21  |
| 6.  | Beautiful Girl                                | Jade de Mike Dreams                                                           | 3:24  |
| 7.  | Inhale (Interlude)                            | The Great Pyramid de Lenny White                                              | 2:02  |
| 8.  | Brain Cell                                    | C.R.E.A.M. du Wu-Tang Clan Tommy de Focus                                     | 4:23  |
| 9.  | America Loves Gangsters (featuring Tim Means) |                                                                               | 4:28  |
| 10. | Never Know Why (featuring Immortal Technique) | Old-Fashioned People de Chris de Burgh                                        | 3:51  |
| 11. | The Gates (featuring Tonedeff)                | I Can't Write Left Handed de Bill Withers                                     | 4:05  |
| 12. | Damnation (Interlude)                         | Jury de Trapeze God Bless Your Life d'Ill Biskits                             | 1:38  |
| 13. | Hellfire                                      | Fire! d'Arthur Brown Affirmative Action de Nas                                | 2:29  |
| 14. | Remember Me (Abstract/Reality)                | The Ballad of Casey Deiss de Shawn Phillips                                   | 4:26  |
| 15. | What'll You Do?                               | Leftover Wine de Melanie                                                      | 2:43  |
| 16. | The Light (featuring Club Dub)                |                                                                               | 5:30  |